# Fawzi Benkhalidi
Fawzi Benkhalidi (né le 3 février 1963 en Algérie) est un joueur de football international algérien, qui évoluait au poste de milieu de terrain.
Il compte 10 sélections en équipe nationale entre 1984 et 1986.

## Biographie
Avec l'équipe d'Algérie, il dispute 10 matchs (pour 2 buts inscrits) contre le kenya , éli can 1986 . entre 1984 et 1986. Il figure notamment dans le groupe des 22 joueurs lors de la CAN de 1986.
Il participe également à la coupe du monde 1986.